# Fino all'ultimo inganno
Fino all'ultimo inganno (Teenage Bank Heist) è un film per la televisione statunitense del 2012 diretto da Doug Campbell. È stato trasmesso su Lifetime il 9 novembre 2012 e in Italia su Rai 2 il 22 agosto 2013. Il film è basato su una storia vera.

## Trama
La diciassettenne Cassie lavora come cassiera nella banca diretta dalla madre. Un giorno l'istituto viene rapinato e Cassie, avendo riconosciuto tra le tre rapinatrici le amiche Abbie e Grace, viene rapita. Mentre la madre inizia a cercarla parallelamente alla polizia, Cassie scopre che il padre di Abbie è stato rapito e, se l'amica non pagherà 500.000 dollari, verrà ucciso. La ragazza decide di aiutare Abbie, ma le cose si complicano quando Marie e il fidanzato Nick cercano di tenersi tutto il bottino.